# ボスホス

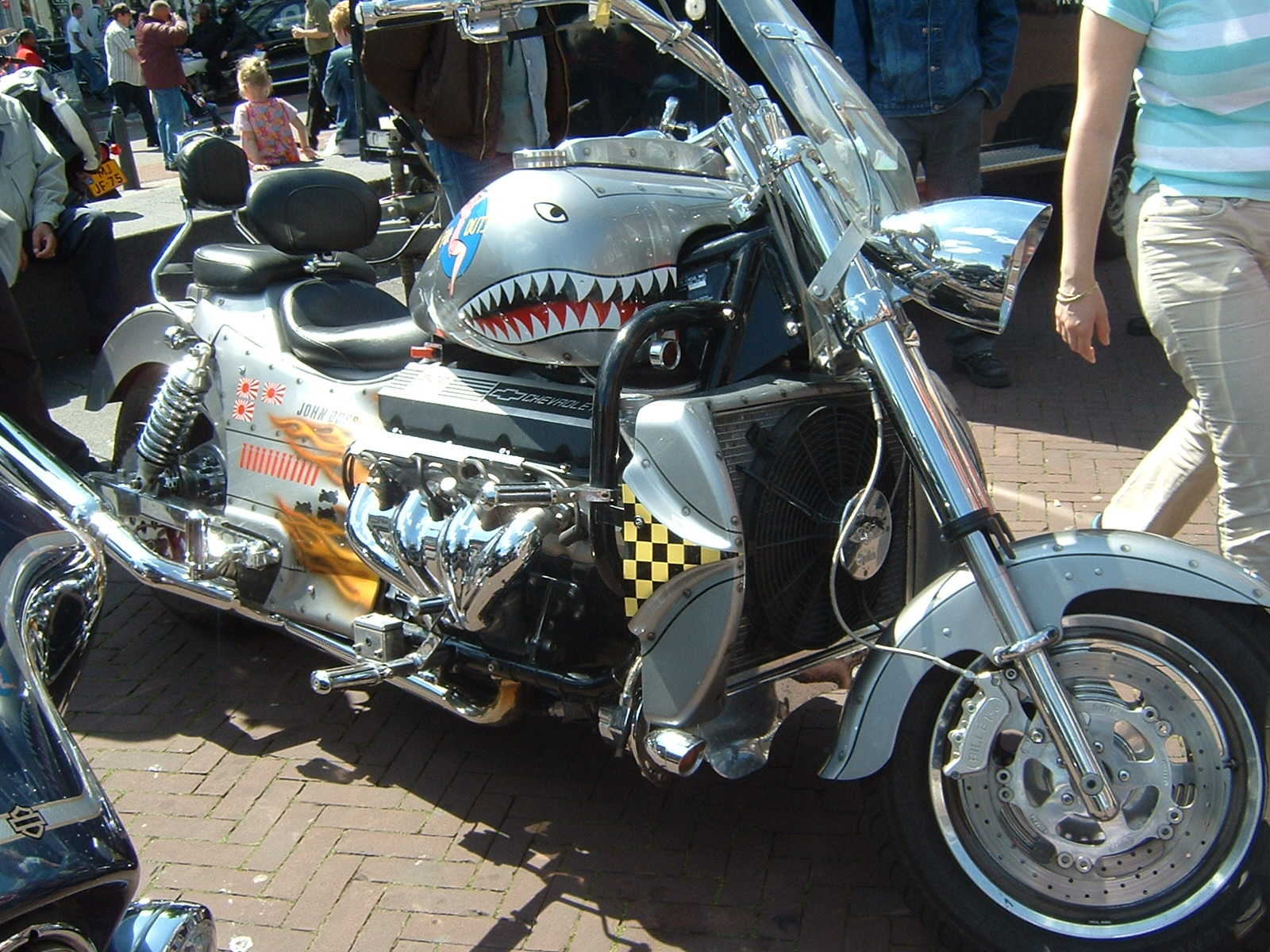
BossHoss

ボスホスモーターサイクル (Boss Hoss Motorcycles Inc.) は、アメリカ合衆国テネシー州ダイアーズバーグ市に本社のあるオートバイ製造会社。総排気量5,700ccを超えるクルーザータイプの超大型車をラインアップするメーカーとして有名。オートバイ以外にはトライク（三輪車）を製造している。
なお、同社の日本法人である「ボスホスジャパン」は、栃木県足利市に所在している。
また、2006年6月11日にボスホスサイクル東京東京都板橋区がオープン。

## 主な製品
現行車種
- V8-LS3 / V8-LS3 SS - 455HPを発生する、総排気量6,156ccのV型8気筒エンジンを搭載したモデル。車両重量は484kg。

過去の製品
- V8オートマチック 2スピード - GM（シボレー）製の水冷V型8気筒OHV2バルブ、総排気量5,730cc、最高出力355psのエンジンを搭載。変速機は前進2段、後退1段のオートマチック。
- 502 BIG BLOCK 2スピード - 総排気量8,200cc、最高出力502psのエンジンを搭載したモンスターマシン。車両重量は約600kgに達する。車名の由来は排気量502CID及び最高出力の数値より。

※ 上記の他、3,800ccのV型6気筒エンジン搭載モデルがラインナップされていた時期もあった。